# 이타미정
이타미정(伊丹町)은 1889년부터 1940년까지 존재했던 효고현 가와베군의 정이다. 현재의 이타미시에 해당한다. 1939년에 아이오이정에 편입되었기 때문에 소멸하였다.

## 역사
- 1889년 4월 1일 - 정촌제 시행에 수반해 가와베군 이타미정이 성립하였다.
- 1940년 4월 1일 - 이나노촌과 신설합병해, 이타미시가 성립하여, 가와베군은 소멸하였다.

## 교통

### 철도
- 가와베 마차철도→셋쓰철도→한카쿠 철도→일본국유철도 후쿠치야마선
  - 한큐 이타미선

### 도로
- 국도 2호선
- 국도 제250호선 (일본)(일본어판)